# غوران أباد قاضي
غوران‌ أباد قاضي هي قرية في مقاطعة نقدة، إيران. يقدر عدد سكانها بـ 71 نسمة بحسب إحصاء 2016.